# Блэкмор, Клейтон
Клэ́йтон Грэм Блэ́кмор (англ. Clayton Graham Blackmore; род. 23 сентября 1964, Нит, Гламорган) — валлийский футболист. Был известен своей универсальностью: хорошо исполнял штрафные удары, удачно выступал как в обороне (на позиции крайнего или центрального защитника), так и в полузащите и, при необходимости, в нападении. Наиболее известен по выступлениям за английские клубы «Манчестер Юнайтед» и «Мидлсбро», а также за национальную сборную Уэльса.

## Футбольная карьера
Блэкмор начал футбольную карьеру в молодёжной академии «Манчестер Юнайтед». Проведя лишь два матча за основной состав «Юнайтед», Блэкмор был вызван в сборную Уэльса. Блэкмор является обладателем уникального достижения в «Юнайтед»: он носил футболки под номерами со 2 по 11 включительно (по старой системе все футболисты стартового состава получали номера с 1 по 11, и лишь впоследствии каждый игрок получил право на свой номер, закреплённый за ним на протяжении всего сезона).
Вместе с «Юнайтед» Блэкмор выиграл Кубок Англии по футболу 1990 года, а также Кубок Футбольной лиги 1992 года и Кубок обладателей кубков 1991 года. Также в сезоне 1992/93 он провёл 14 матчей в Премьер-лиге, что было достаточным для получения им чемпионской медали. Блэкмор забил «Ливерпулю» в Суперкубке Англии 1990 года; тот матч завершился вничью 1:1.
С появлением постоянных номеров в сезоне 1993/94 Блэкмор получил футболку с номером «15», но так и не смог провести в этом сезоне ни одного матча за основной состав из-за серии травм. В 1994 году он перешёл в «Мидлсбро». В 1997 году сыграл в финале Кубка Англии против «Челси». Он также непродолжительное время выступал за клубы «Бристоль Сити» (на правах аренды), «Барнсли» и «Ноттс Каунти», а также провёл один матч за «Ли Дженисис». В феврале 2001 года Блэкмор перешёл в валлийский клуб «Бангор Сити».
Проведя за «Бангор Сити» более 150 матчей, включая игры в Кубке УЕФА и Кубке Интертото, Блэкмор был назначен главным тренером клуба в январе 2006 года после отставки Питера Дэвенпорта. 4 ноября того же года он подал в отставку после поражения от «Портмэдога» в Кубке Уэльса со счётом 2:0.
После назначения на пост главного тренера «Бангор Сити» Стива Блисдейла (бывшего тренера «Питерборо Юнайтед»), Блэкмор покинул клуб и подписал контракт с клубом «Портмэдог». В январе 2008 года 43-летний Блэкмор подписал контракт с клубом «Нит Атлетик».

## Достижения
Манчестер Юнайтед
- Чемпион Премьер-лиги: 1992/93
- Обладатель Кубка Англии: 1990
- Обладатель Суперкубка Англии: 1990 (разделённый)
- Обладатель Кубка обладателей кубков: 1991
- Обладатель Суперкубка УЕФА: 1991

Мидлсбро
- Победитель Первого дивизиона: 1994/95